# Jakub Hrůša
Jakub Hrůša (Brno, 23. srpnja 1981.) češki je dirigent, sin arhitekta Petra Hrůše.
Završivši osnovnu školu, u vrijeme pohađanja gimnazije u Brnu, učio je svirati glasovir i trombon, ali se ubrzo predoredio za dirigiranje. Njegovi profesori i mentori na Akademiji primijenjenih umjetnosti u Pragu bili su veliki češki dirigenti Jiří Bělohlávek, Radomil Eliška i Leoš Svárovský. Dirigentsku karijeru otvara 2000. godine prisustvovanjem na Međunarodnom praškom proljetnom glazbenom festivalu, gdje se natjecao s drugim dirigentima iz Češke, Europe i cijeloga svijeta. 2003. godine osvojio je 3. nagradu (3. mjesto) na Međunarodnom natjecanju mladih dirigenata "Lovro von Matačić", koje je održano u Zagrebu od 5. do 12. listopada 2003. 2004. u Praškoj galeriji Rudolfinum dirigirao je koncert Simfonijskog orkestra Praškog radija. Nakon završetka Akademije, Bělohlávek je nastavio raditi s njim kao njegov mentor.
Od 2002. do 2005. bio je dirigent Češke filharmonije, a odlaskom iz orkestra seli se u Franusku, odnosno njezin glavni grad Pariz. Tamo je tijekom sezone 2005./2006. ravnao Simfonijskim orkestrom Francuskog radija. U travnju 2006. potpisao je ugovor o izdavanju šest CD-a s glazbenom izdavačkom kućom Supraphon, od čega su prva tri CD-a sačinjavala njegove koncerte s Praškom filharmonijom.
Od 2005. do 2008. bio je umjetnički voditelj pomoćni dirigent Praške filharmonije, a nakon odlaska Kaspara Zehndera s mjesta umjetničkog voditelja 2008., preuzima vodstvo koncerta. Hrůša je Prašku filharmoniju vodio punih sedam godina, sve do 2015. godine.
U rujnu 2011. imenovan je i umjetničkim voditeljem Danskog kraljevskog orkestra i Danske kraljevske opere na dvije godine, do rujna 2013. Četiri godine kasnije, u rujnu 2015., nakon pet pojavljivanja kao gostujući dirigent, postaje glavni (šef) dirigent i umjetnički voditelj Bamberškog Simfonijskog orkestra iz bavarskog grada Bamberga. Ugovor traje do umjetničke sezone 2016./2017. (od rujna 2016. do lipnja 2017.).

## Vanjske poveznice
- (engl.) Jakub Hrůša na stranicama Praške filharmonije  Arhivirana inačica izvorne stranice od 13. ožujka 2014. (Wayback Machine)
- (češ.) Jakub Hrůša na stranicama izdavačke kuće Supraphon

| Prethodnik:                    | Umjetnički voditelji (šefovi dirigenti) Praške filharmonije Jakub Hrůša (2008. – 2015.) | Nasljednik:                  |
| Kaspar Zehnder (2005. – 2008.) | Umjetnički voditelji (šefovi dirigenti) Praške filharmonije Jakub Hrůša (2008. – 2015.) | Emmanuel Villaume (2015. - ) |